# Alena Mrvová
Alena Mrvová (z domu Bekiarisová, ur. 22 lutego 1978 w Bardiowie) – słowacka szachistka, mistrzyni międzynarodowa od 2010 roku.

## Kariera szachowa
W 1993 r. zdobyła srebrny medal mistrzostw Słowacji juniorek do 16 lat. Wielokrotnie reprezentowała narodowe barwy na mistrzostwach świata i Europy juniorek w różnych kategoriach wiekowych, największy sukces odnosząc w 1996 r. w Rymawskiej Sobocie, gdzie zdobyła brązowy medal mistrzostwa Europy juniorek do 18 lat. W 1999 r. zdobyła w Batumi tytuł drużynowej mistrzyni Europy. Pomiędzy 1996 a 2010 r. pięciokrotnie uczestniczyła w szachowych olimpiadach, natomiast w 2010 r. wystąpiła na I szachownicy reprezentacji Słowacji w drużynowym turnieju o Puchar Mitropa (ang. Mitropa Cup).
Normy na tytuł mistrzyni międzynarodowej wypełniła podczas otwartego turnieju w Tatrzańskich Zrębach (2009) oraz w indywidualnych mistrzostwach Europy w Rijece (2010).
Najwyższy ranking w dotychczasowej karierze osiągnęła 1 maja 2010 r., z wynikiem 2298 punktów zajmowała wówczas 5. miejsce wśród słowackich szachistek.

## Życie prywatne
Mężem Aleny Mrvovej jest słowacki arcymistrz Martin Mrva.